# Portugalská fotbalová reprezentace do 21 let

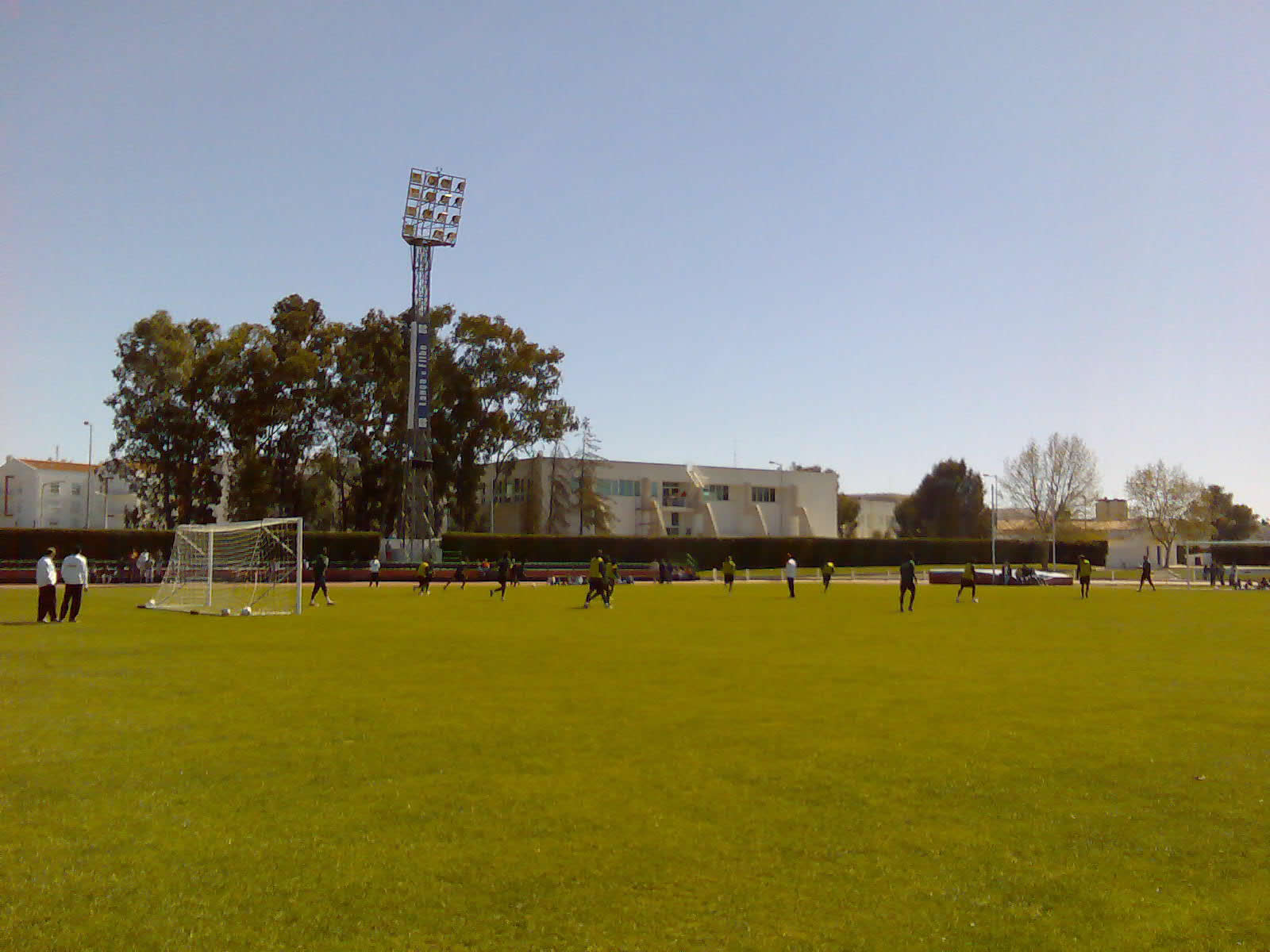
Trénink portugalské jedenadvacítky v roce 2007

Portugalská fotbalová reprezentace do 21 let (portugalsky Seleção Portuguesa de Futebol Sub-21) je portugalská mládežnická fotbalová reprezentace složená z hráčů do 21 let, která spadá pod Portugalskou fotbalovou federaci (Federação Portuguesa de Futebol – FPF). Reprezentuje Portugalsko v kvalifikačních cyklech na Mistrovství Evropy hráčů do 21 let a v případě postupu i na těchto šampionátech. Má přezdívku Esperanças (znamená naděje ve smyslu nadějní portugalští fotbalisté). 

Fotbalisté musí být mladší 21. roku na začátku kvalifikace, to znamená, že na evropském šampionátu poté mohou startovat i poněkud starší.
Portugalská jedenadvacítka se ve své historii probojovala dvakrát do finále Mistrovství Evropy hráčů do 21 let:
- v roce 1994 podlehla ve finále Itálii 0:1[2][3]
- v roce 2015 podlehla ve finále Švédsku v penaltovém rozstřelu (po prodloužení byl stav 0:0).[4]